# Joachim Stamp
Joachim Stamp, född 21 juni 1970 i Bad Ems, är en tysk politiker i Fria demokratiska partiet (FDP). Han var ledamot av Nordrhein-Westfalens lantdag från valen 2012 till 2022 och vice ministerpresident för Nordrhein-Westfalen från 2017 till 2022. Sedan 2023 representerar han, i egenskap av migrationskommissionär, den federala regeringen i frågor kring migrationsavtal. 

## Utspel
Hösten 2024 gjorde Stamp ett uppmärksammat utspel, eller uttalande, om att de migranter som kommer från Ryssland och Vitryssland till Tyskland möjligtvis skulle kunna skickas till Rwanda istället, om det skulle vara svårt för dem att återvända till sina hemländer. Att han nämnde just Rwanda hänger ihop med att Storbritanniens två senaste regeringar haft långtgående planer på att låta Rwanda ta hand om stora delar av landets asylsökande; planer som dock förklarades olagliga av Storbritanniens högsta domstol och som därför övergavs i samband med att Keir Starmer tillträdde som ny premiärminister.